# Arlette Nougarède
Arlette Nougarède, épouse Lance, née en 1930 à Narbonne (France), est une biologiste cellulaire spécialiste du développement des plantes de l'embryogenèse à la floraison. Elle fut professeure émérite à l'Université Pierre-et-Marie-Curie de 1992 à 2013. Elle est membre correspondant de l'Académie des sciences depuis 1987,.

## Biographie
Après ses études supérieures à Paris, elle obtient, à l'École Normale Supérieure (ENS, 1952)[réf. nécessaire], un DES, préparé sous la direction du Professeur Roger Buvat. Elle commence son parcours au CNRS (1953), passe sa thèse d’État (février 1958) et devient chef de travaux à l'ENS (1960), préparation à l'agrégation, recrute ses premiers élèves de thèse puis devient Professeur (1964) à l'Université P. et M. Curie, Paris, où elle développe son laboratoire de Cytologie expérimentale et morphogenèse végétale (CEMV), dirige le DEA du même nom et intègre de nouveaux élèves de thèse et de nombreux stagiaires. Arlette Nougarède enseigne dans tous les cycles jusqu'en 1992 où elle termine sa carrière comme Professeur émérite, classe exceptionnelle 2.
Le laboratoire CEMV a régulièrement accueilli des professeurs étrangers de renom : G. Bernier (Belgique), E.M. Gifford (États-Unis), P.E. Pilet (Suisse), C. Sterling (États-Unis), S. Tepfer (États-Unis), D. Francis (Angleterre), N.Bagni (Italie), venus pour un travail en collaboration ou pour adapter à leur matériel les technologies nouvelles développées dans l'équipe.
Après sa retraite, Arlette Nougarède continue ses activités dans le laboratoire du Professeur Dominique Chriqui (relecture de thèses, examen critique d'articles, participation à divers Jurys et commissions dont la commission de Néologie et Terminologie de l'Académie des Sciences).

## Travaux
Les recherches d'Arlette Nougarède portent sur les méristèmes primaires des plantes supérieures (cytologie structurale et ultrastructurale ; cytochimie, ADN, ARN, protéines ; fonctionnement, cycle cellulaire).

### Méristème caulinaire
Après de simples relevés de mitoses pour le point végétatif de Fève, des méthodes quantitatives sont progressivement utilisées pour estimer les volumes cellulaires, nucléaires, nucléolaires moyens et pour évaluer les index mitotiques et de marquage, après incorporation, par le méristème, de précurseurs tritiés des synthèses d'ADN et d'ARN,. Pour le méristème caulinaire végétatif, la notion de zonation à 3 composantes est défendue (zone apicale axiale, territoire réservé, zone latérale initiatrice des feuilles, méristème médullaire donnant la moelle), définie sur des critères cytologiques, et fonctionnels,. La durée totale du cycle cellulaire, en heures, et celle de ses phases (G1,S, G2,M) montrent que la zone apicale axiale a le cycle le plus long, la zone latérale le cycle le plus court et le méristème médulaire un cycle de durée intermédiaire. Dans ce cycle, la durée de la mitose, M, est peu variable, selon la zone et il en est de même pour la synthèse, S, et la postsynthèse G2. Seule, la phase de présynthèse G1, par son allongement en zone axiale, son raccourcissement en zone latérale et, à un moindre degré, dans le méristème médullaire, assure le contrôle de la prolifération dans le méristème végétatif.

### Phases du développement
Il est prouvé que le méristème des plantes photopériodiques préférantes ou strictes, constamment soumises à des conditions lumineuses défavorables à leur floraison, évolue vers une phase nouvelle : la phase intermédiaire qui est une préparation à la floraison pour les plantes préférantes dont le rendement est accru, une impasse ontogénique pour les plantes strictes si des conditions lumineuses favorables ne sont pas reçues. La phase préflorale qui suit est caractérisée par la réactivation de la zone apicale axiale, l'arrêt de l'initiation foliaire et la différenciation rapide des cellules du méristème médullaire. Les changements quantitatifs et (ou) qualitatifs des polypeptides et le moment où ils interviennent sont précisés pour chacune des phases du développement et lors de l'initiation des organes floraux.
Le cycle cellulaire est arrêté en G1 dans le méristème des bourgeons dormants,, dans celui de l'embryon contenu dans la graine ou du bourgeon cotylédonnaire du Pois totalement inhibé. Arlette Nougarède montre, sur le modèle Pois, qu'il existe un gradient croissant d'inhibition depuis les bourgeons situés à l'aisselle des plus jeunes feuilles jusqu'au bourgeon cotylédonnaire ; les événements liés à la réactivation des bourgeons sont examinés,.

### Méristème racinaire. Réaction géotropique, Lentille, Maïs
Les toutes premières données sur le mécanisme de la réaction géotropique sont acquises - après des expériences de lyse de l'amidon des amyloplastes du statenchyme et - des microchirurgies de la coiffe et du méristème. Il est prouvé que les amyloplastes de la coiffe sont les géopercepteurs et que la courbure de la racine, placée en position horizontale, se fait dans la zone d'élongation maximale par dissymétrie de croissance des deux faces de la racine sous contrôle d'un inhibiteur venu de la coiffe.

### Rhizogenèse
Arlette Nougarède et son équipe identifient, dans la plante entière, des régions de localisation constante, différenciées en G1 et qui possèdent des capacités organogènes que les cellules voisines, devenues polyploïdes, ont perdues. Divers types de rhizogenèses sont comparés (naturelles, induites par l'auxine ou par Agrobacterium rhizogenes).
Chaque époque a ses acquis. Au XXe siècle, l'histocytologie et l'examen ontogénique ont permis de comprendre comment les méristèmes des plantes forment régulièrement des cellules qui se différencient en tissus édifiants des organes. Ce sont des données indiscutables. Au XXIe siècle, la biologie moléculaire et les mutants apportent des idées nouvelles qui pourront résoudre des problèmes encore sans réponse.

## Distinctions et honneurs
- 1997 :  Chevalière de la Légion d'honneur
- 2014 :  Officière de la Légion d'honneur[23]
- 2006 :  Officière de l'ordre national du Mérite
- 2018 :  Commandeure de l'ordre des Palmes académiques

A. Nougarède est Membre Correspondant de l'Académie des sciences, Membre élue, titulaire de Société américaine de botanique (1988) et inscrite parmi les femmes pionnières en sciences de la Vie, Biologie des plantes, par l'American Society of Plant Biologists (2005).

## Prix
- 1965 : Prix Ernest Déchelle de l'Académie des sciences
- 1976 : Prix Paul Doistau-Émile Blutet de l'Académie des sciences